# Pollaplonyx sinensis
Pollaplonyx sinensis är en skalbaggsart som beskrevs av Keith 2005. Pollaplonyx sinensis ingår i släktet Pollaplonyx och familjen Melolonthidae. Inga underarter finns listade i Catalogue of Life.